# Venusia pallida
Venusia pallida là một loài bướm đêm trong họ Geometridae.